# Reedsee
Der Reedsee (auch Redsee) ist ein See in der Gemeinde Bad Gastein im österreichischen Bundesland Salzburg.

## Geografie
Der Reedsee befindet sich in der Katastralgemeinde Remsach und im Nationalpark Hohe Tauern. Er liegt auf einer Höhe von 1825 m ü. A. im Tal zwischen den Bergen Hüttenkogel (2231 m ü. A.) und Tannwandkogel (2125 m ü. A.) im Nordwesten, Rauchzaglkogel (1991 m ü. A.) im Nordosten, Palfner Seekogel (2529 m ü. A.) im Südwesten und Graukogel (2492 m ü. A.) im Westen.
Der See erstreckt sich über eine Fläche von 4,45 ha. Er ist 340 m lang und 185 m breit und hat einen Umfang von 855 m. Seibe maximale Tiefe beläuft sich auf 22 m. Die Reedsee-Spalte ist eine aufgerissene Gesteinsfuge im klüftigen Zentralgneis nördlich des Gewässers. Sie 65 m lang, 1–3 m breit und bis zu 26 m tief. Der See ist stark durchflossen. Durch ihn verläuft der Reedbach, ein linker Nebenbach des Kötschachbachs. Der Reedbach hat seinen Ursprung im Gamskarlsee. Weitere Gebirgsseen im Einzugsgebiet des Kötschachbachs sind der Obere und der Untere Bärmoossee, der Kühkarsee, der Tischlerkarsee und der Windschursee.
Der Reedsee ist im Besitz der Österreichischen Bundesforste. Die Reedseehütte am südlichen Ufer wird von der Sektion Bad Gastein des Österreichischen Alpenvereins als Selbstversorgerhütte betrieben. Hier gibt es eine Stempelstelle für Wandernadeln des Österreichischen Alpenvereins. Der am Reedsee vorbei führende Dr.-Hermann-Greinwald-Weg ist ein Wanderweg von Kötschachtal auf die Palfner Scharte. Er ist nach dem Bad Gasteiner Arzt Hermann Greinwald benannt, der den Verein der Freunde des Gasteiner Museums mitbegründete.

## Geschichte

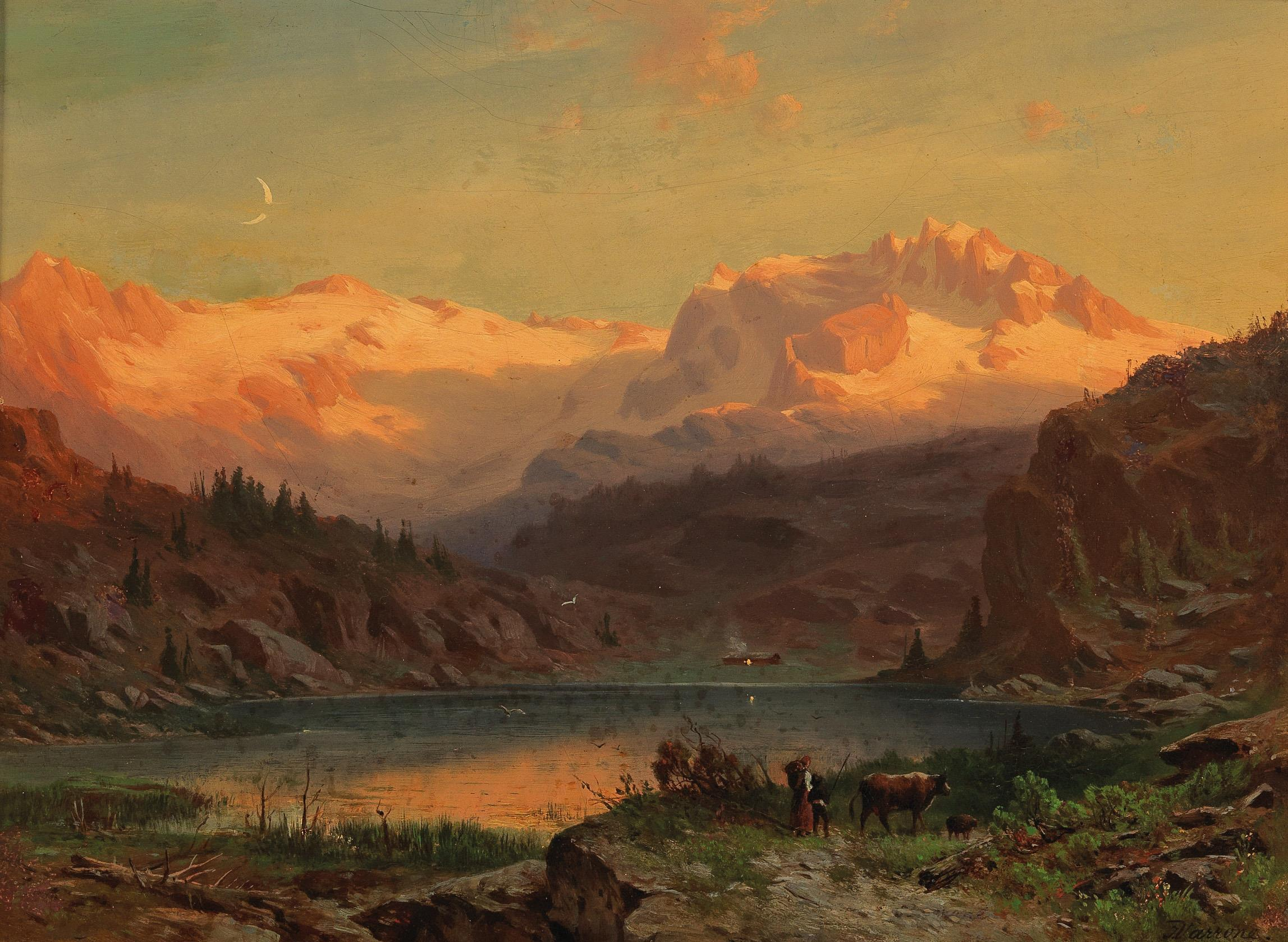
Der Reedsee auf einem Ölgemälde von Johann Varrone aus 1864

Den Namensbestandteil Reed weisen mehrere geografische Objekte in der Umgebung auf. Neben dem Reedsee gibt es einen Reedgraben, eine Reedalpe, einen Reedwald und Reedbretter. Möglicherweise war „die Reed“ eine Bezeichnung für die ganze Gegend. In einem Wälderverzeichnis aus dem Jahr 1521 wird ein Wald zu Röt erwähnt. Der Name Reedsee könnte auf einen von „Röte“ umgebenden See hindeuten.
Früher führte ein Ochsensteig genannter steiler Weg von der Prossauhütte zum Reedsee. Zu den Malern, die das Gewässer in der zweiten Hälfte des 19. Jahrhunderts porträtierten, zählten Anton Romako und Johann Varrone. Der Deutsche und Österreichische Alpenverein legte spätestens 1883 einen Wanderweg zum Reedsee an. Kaiserin Elisabeth, Erzherzogin Marie Valerie und die Hofdame Gräfin Kornis unternahmen 1889 eine elfstündige Bergtour zum See. Schon im 19. Jahrhundert gab es eine Alpenhütte am Ufer. Diese wurde 1929 durch den Neubau der Reedseehütte ersetzt.
Ein 110 ha großes Landschaftsschutzgebiet Redsee wurde im Jahr 1960 ausgewiesen. Dieses ging im 1978 gegründeten und weitaus größerem Landschaftsschutzgebiet Gasteiner-Tal auf, von dem 1983 unter anderem das Reedsee-Gebiet in den Nationalpark Hohe Tauern ausgegliedert wurde. Der Reedsee-Pass war eine der zahlreichen Krampus-Gruppen („Passen“) des Gasteinertals. In der ORF-Fernsehsendung 9 Plätze – 9 Schätze im Jahr 2018 war der Reedsee einer der drei Salzburger Kandidaten als „schönster Platz Österreichs“.

## Ökologie
Der Reedsee ist ein oligotropher (nährstoffarmer) See mit sehr großem ökologischem Wert. Er ist bis in die Tiefe mit Quellmoosen bewachsen. Im Wasser leben Seesaiblinge. Ein Niedermoor befindet sich am nordwestlichen Ufer. Hier gedeiht die Grau-Segge (Carex canescens). Am östlichen, südlichen und südwestlichen Ufer erstrecken sich Zirbenwälder. Im Norden liegt ein Latschen-Buschwald. In den Ufermoosen kommt die seltene Rädertierchen-Art Drilophaga bucephalus vor. Bei einer Erhebung der Vogelarten des Gasteinertals in den 1980er Jahren wurden im Bereich des Reedsees die Gebirgsstelze (Motacilla cinerea) als Brutvogel und der Dreizehenspecht (Picoides tridactylus) als wahrscheinlicher Brutvogel beobachtet.